# Varbar
Varbar (persiska: وربرهلیلان, وَربَر, Varbar-e Helīlān, وربر) är en ort i Iran.   Den ligger i provinsen Ilam, i den västra delen av landet, 500 km sydväst om huvudstaden Teheran. Varbar ligger 1 012 meter över havet och antalet invånare är 109.
Terrängen runt Varbar är kuperad åt nordväst, men åt sydost är den platt. Runt Varbar är det ganska tätbefolkat, med 52 invånare per kvadratkilometer. Närmaste större samhälle är Shāhzādeh Moḩammad, 13,2 km sydost om Varbar. Omgivningarna runt Varbar är i huvudsak ett öppet busklandskap.